# Natica pavimentum
Natica pavimentum is een slakkensoort uit de familie van de Naticidae. De wetenschappelijke naam van de soort is voor het eerst geldig gepubliceerd in 1844 door Récluz.